# Akademie Waldschlösschen
Die Akademie Waldschlösschen ist eine Bildungseinrichtung in der Nähe von Reinhausen in Niedersachsen, zwischen Göttingen und Heiligenstadt liegend.

## Geschichte

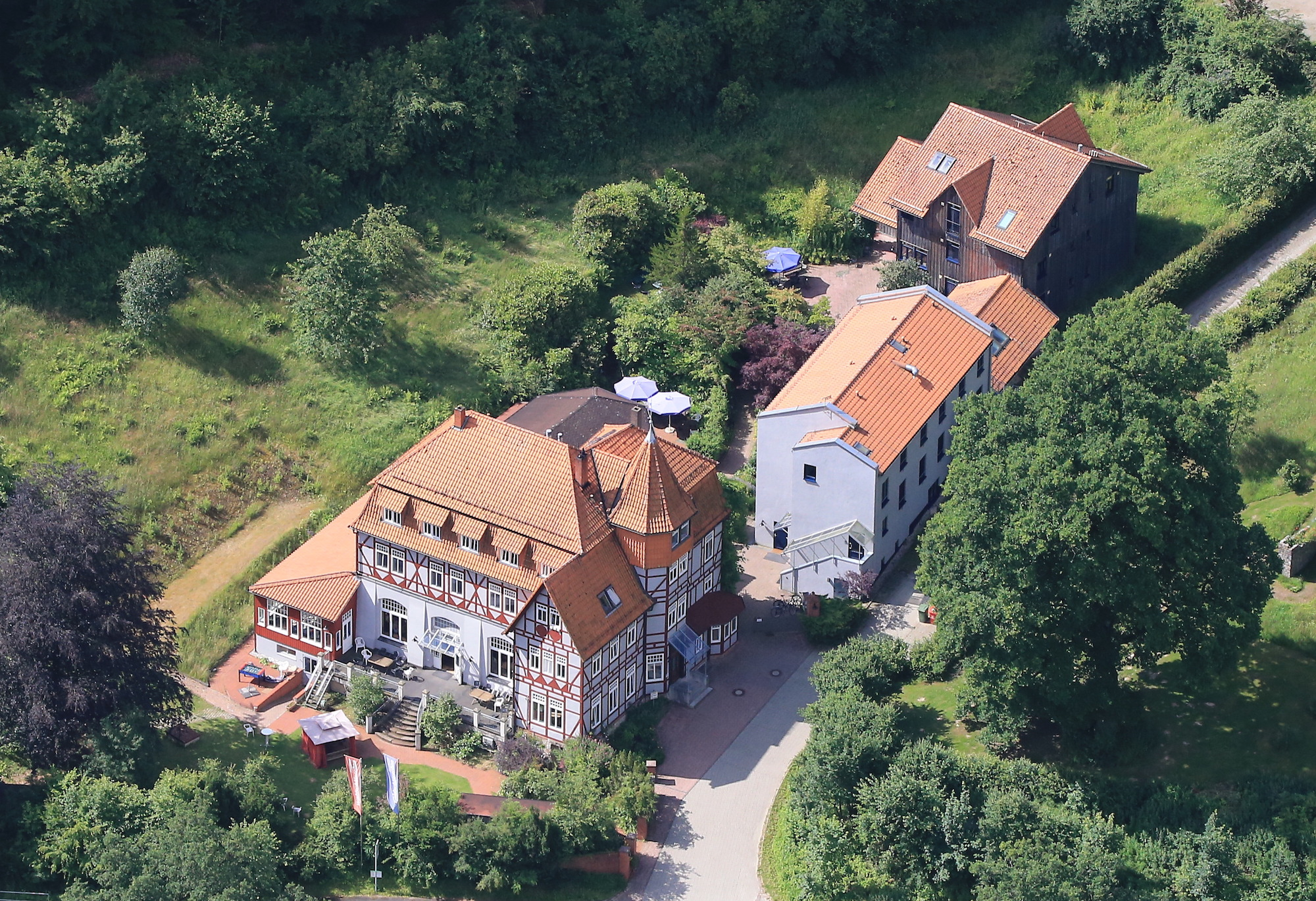
Luftaufnahme der Akademie

Das Hauptgebäude der Einrichtung wurde 1904 als „Kurhotel Waldschlösschen“ errichtet. Am 30. November 1947 fand hier die Gründung der „Agrarsozialen Gesellschaft“ statt, die sich für die Verbesserung der Lebensverhältnisse in ländlichen Räumen und in der Landwirtschaft einsetzt. 1981 übernahmen die Akademiegründer das leerstehende Baudenkmal als Sitz der zunächst „Freies Tagungshaus Waldschlösschen“ benannten Bildungsstätte. 2000 erfolgte die Umbenennung in „Akademie Waldschlösschen“. Durch die Öffnung der fünf Kilometer südöstlich liegenden innerdeutschen Grenze rückte das Waldschlösschen ab 1989 geographisch in die Mitte Deutschlands. 1990, 2008, 2018 und 2024 wurde der Altbau um vier weitere Seminar- und Unterkunftshäuser ergänzt. Ihr Träger ist seit 2003 die von ihren Gründern errichtete gemeinnützige Stiftung Akademie Waldschlösschen – Stiftung Rainer Marbach und Ulli Klaum. Die Einrichtung ist nach dem Niedersächsischen Erwachsenenbildungsgesetz staatlich anerkannt und verfügt – wie die anderen 22 niedersächsischen Heimvolkshochschulen – über ein Budget im Landeshaushalt.

## Bedeutung

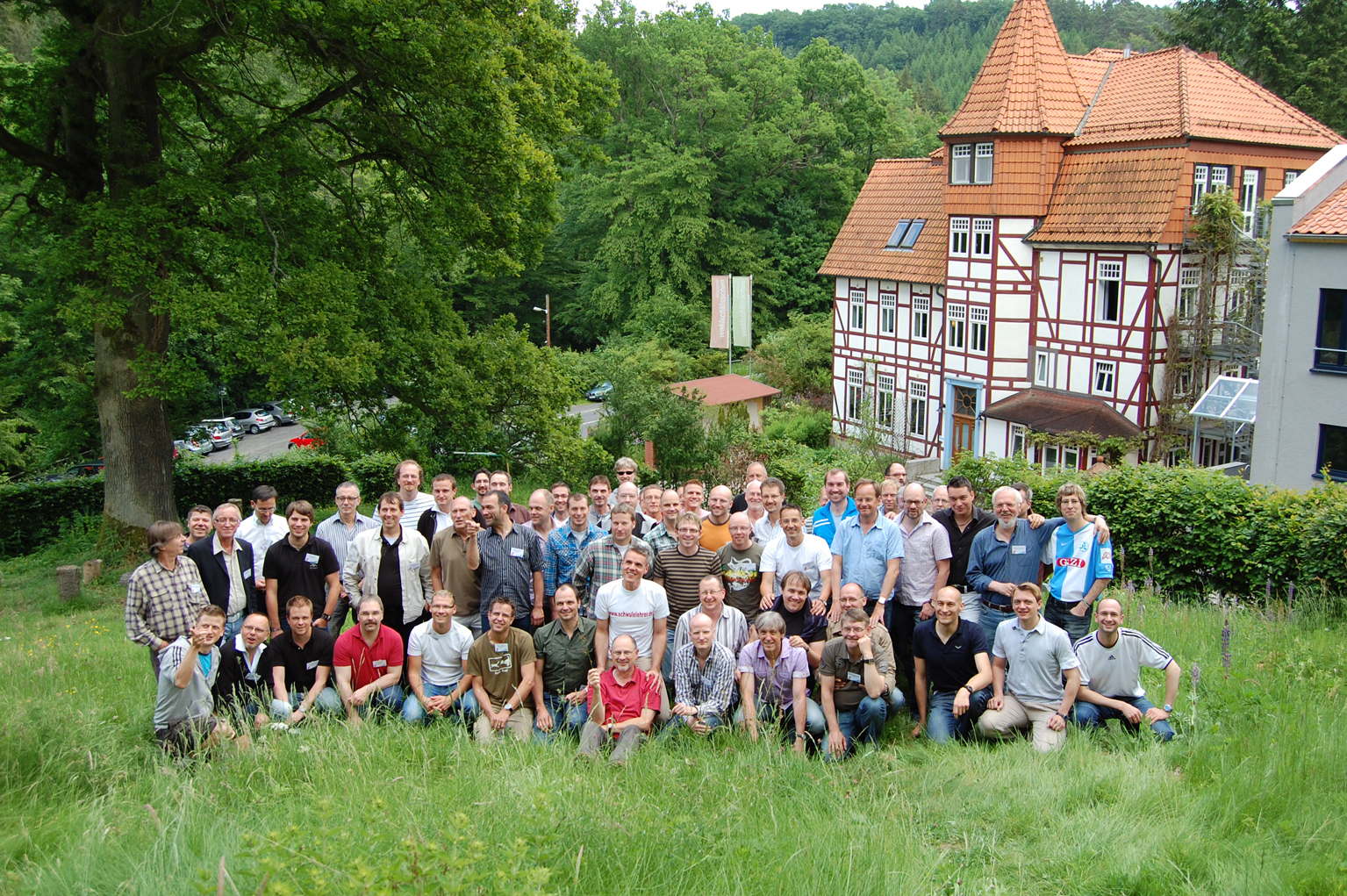
Lehrertreffen 2009

Die Akademie Waldschlösschen ist, ausgehend von der deutschen Schwulenbewegung der 1970er Jahre, als Ort der Bildung und Begegnung von und mit Schwulen, als in die Gesellschaft „offene“ Bildungsstätte gegründet worden, die das Thema Antihomosexualität in der Gesellschaft für alle Interessierten in die Bildungsarbeit einbringt, um zum Abbau von Vorurteilen beizutragen. Die Arbeit der Akademie, die sich als Teil der „Neuen Sozialen Bewegungen“ verstand, beschränkte sich von Anfang an nicht nur auf die Zielgruppe der Schwulen. Sie entwickelte sich zum bundesweiten Zentrum der Begegnung, Vernetzung und Qualifizierung emanzipativer LSBT*I-Arbeit, z. B. von Lehrern und Lehrerinnen, Juristen und Juristinnen, Theologen und Theologinnen, schwulen Vätern und schwulen, schwullesbischen und queeren AStA-Referaten der deutschen Hochschulen sowie Trans*Aktiv – u. a. zur Gründung des Bundesverbandes Trans* e. V. (BVT*) – und in Zusammenarbeit mit Intersexuelle Menschen e. V. Ralf König erwähnt das Waldschlösschen mehrfach in seinen Comics, etwa als Handlungsort in „Beach Boys“.
Das queere, aus der Kritik der Heteronormativität gewachsene Selbstverständnis der Akademie ist von der Idee geprägt, „dass Identitäten, Normen und Werte nicht als selbstverständlich oder ‚natürlich‘, sondern als sozial bedingt, als ‚konstruiert‘ anzusehen und neu zu reflektieren und auszuhandeln sind.“ Die Arbeit der Akademie „wird getragen von:
- der Überzeugung, dass alle Menschen gleichberechtigt sind und an der Verteilung von Einfluss und Gestaltungsmacht in der Gesellschaft partizipieren sollen,
- dem Respekt für Vielfalt und Verschiedenheit von Lebensstilen, Geschlechtern und Sexualitäten,
- der Kritik an der herrschenden Heteronormativität und Ungleichheit in unserer Gesellschaft,
- der Überzeugung vom hohen Wert von Selbstorganisation und Selbstverantwortung.“[3]

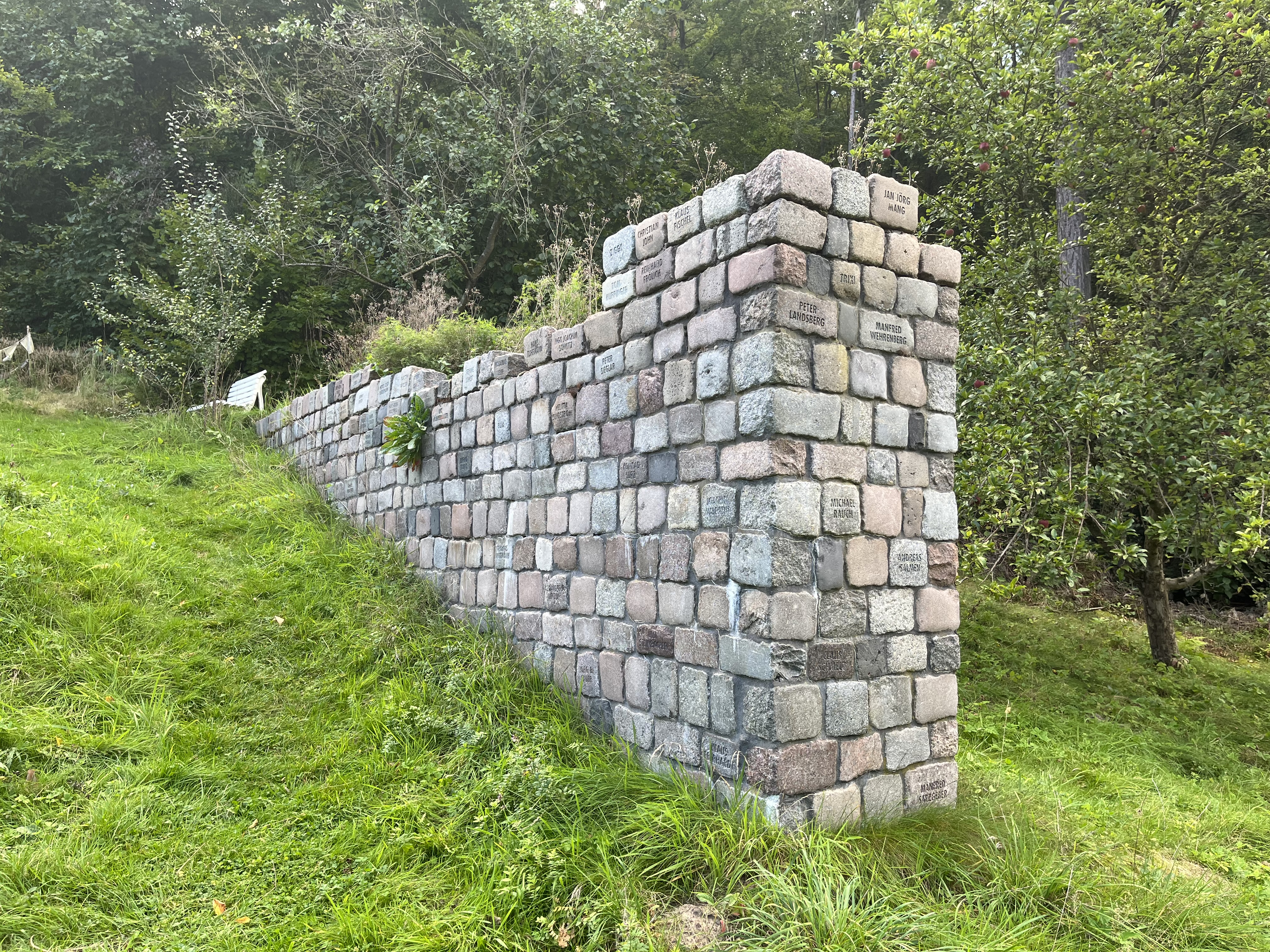
Denkraum Namen und Steine von Tom Fecht, Teil des Projektes Memoire nomade

Bedeutung hat die Akademie auch für die AIDS-Arbeit in Deutschland. Den Herausforderungen der AIDS-Krise der 1980er Jahre begegnete sie anfangs durch die bundesweite Vernetzung der AIDS-Hilfen, die zur Gründung des Bundesverbandes der Deutschen AIDS-Hilfe führte, mit der sie seitdem als Bildungspartner zusammenarbeitet. Zudem entwickelte sie seit 1985 ein Fortbildungsprogramm für haupt- und ehrenamtliche Mitarbeiter der AIDS-Hilfen und fördert die Begegnung, Fortbildung und Selbstorganisation von Menschen mit HIV und AIDS aus allen Bevölkerungsgruppen. Die ehemalige Bundesgesundheitsministerin und Bundestagspräsidentin Rita Süssmuth besuchte mehrfach Seminare der Akademie und sagte dazu in einer Rede anlässlich der staatlichen Anerkennung der Akademie als Heimvolkshochschule, dass sie dem Waldschlösschen seit ihrer Zeit als Bundesgesundheitsministerin ihren persönlichen „Lern- und Entwicklungsprozess bezüglich Homosexualität und Aids“ verdanke. Einen sichtbaren Ausdruck der Trauer um die vielen an AIDS gestorbenen Menschen bildet das Denkraumprojekt Namen und Steine, eine Kunstinstallation in den Außenanlagen des Waldschlösschens mit den Namen von Menschen, die an den Folgen von AIDS gestorben sind.
Die Bedeutung der Akademie Waldschlösschen als Ort der Bildung und Begegnung der LSBTIQ*-Bewegung wurde während der Corona-Pandemie in besonderer Weise deutlich. Wie viele Bildungseinrichtungen war die Akademie als Folge der Kontaktverbote und des Lockdowns gezwungen, den Betrieb und das Bildungsangebot vorübergehend einzustellen. Infolgedessen geriet das Haus durch die fehlenden Einnahmen und ausbleibende Teilförderungen aus Bundes- und Landesmitteln für die Bildungsangebote in finanzielle Schwierigkeiten. Durch einen vom Team des Hauses initiierten Spendenaufruf kamen unter dem Motto „Waldschlösschen muss bleiben“ innerhalb weniger Tage weit mehr als 100.000 Euro zusammen. Der größte Teil dieser Spenden bestand aus kleinen Beträgen von Privatpersonen.

## Bildungsprogramm

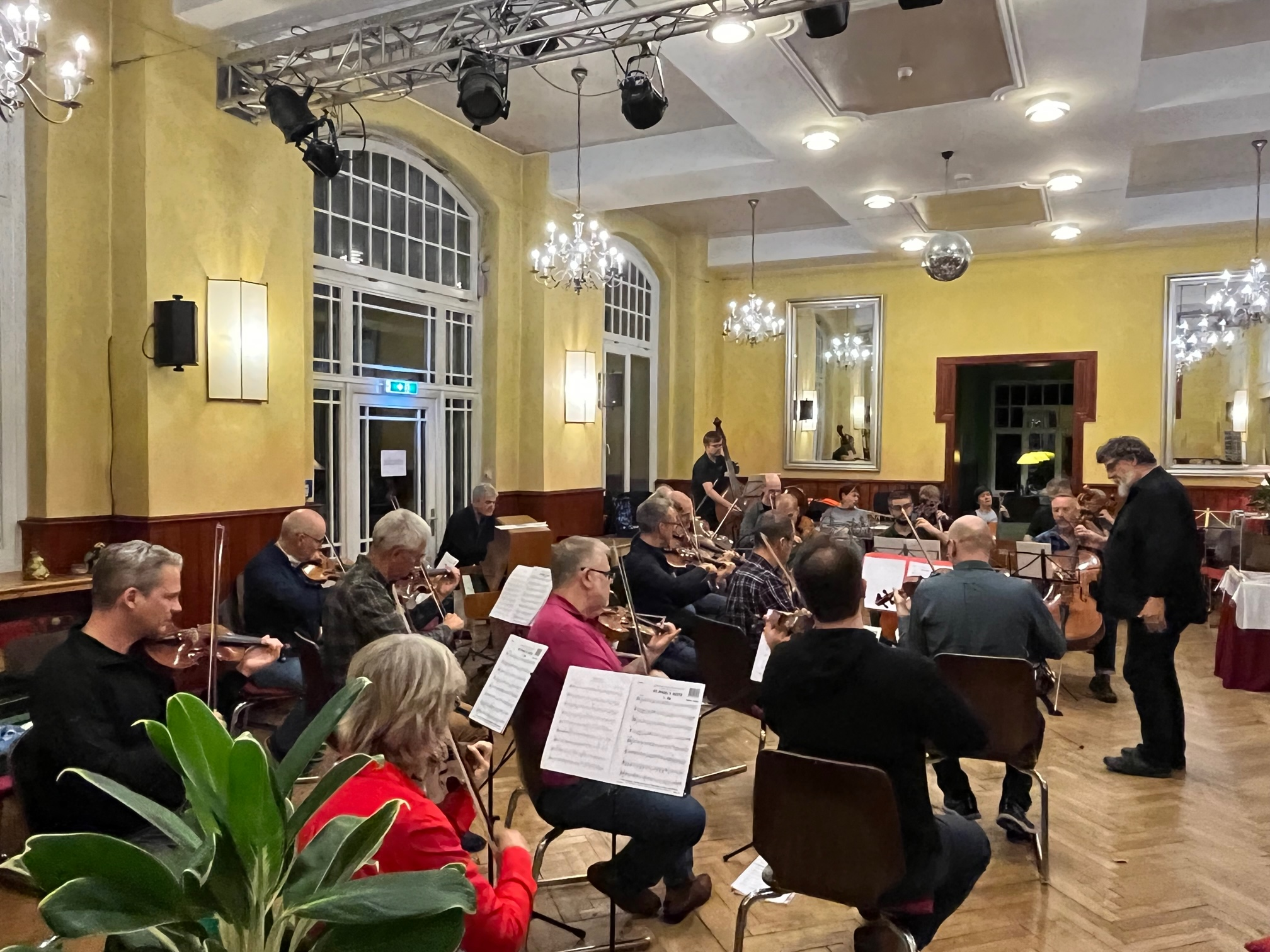
Orchesterprobe

Das Seminarprogramm der Bildungseinrichtung richtet sich an Menschen aus allen Bevölkerungskreisen. Es verzeichnet Angebote zu den Arbeitsbereichen „Gesellschaftliches Engagement und Selbsthilfe“, „Lebensgestaltung und Gesundheit“, „Wissenschaft, Kunst und Sprache“ sowie „Weiterbildung im beruflichen Kontext“ und erhält sein „besonderes Profil durch Bildungsangebote
- zu schwulen und lesbischen, zu trans* und inter*geschlechtlichen, zu queeren Lebensweisen
- für Menschen mit HIV
- für Menschen mit Behinderung
- im Arbeitsbereich „Jugend im Waldschlösschen“
- zur Antidiskriminierungsarbeit und zur Sensibilisierung für die Themen mehrfach diskriminierter und marginalisierter Menschen an der Intersektion Queerness
- zu einer Sexualpädagogik der Vielfalt
- zur Qualifizierung von ehrenamtlicher Arbeit insbesondere für Menschen, die sich gegen Homo-, Trans* und Inter*feindlichkeit engagieren oder im HIV/STI-Bereich aktiv sind
- zur Qualifizierung von Fachkräften in pädagogischen Berufen und im Sozialwesen für die Arbeit mit LSBATIQ* und zu HIV/STI
- zur Auseinandersetzung mit wissenschaftlichen Forschungsergebnissen hinsichtlich der inhaltlichen Schwerpunkte unserer Arbeit“.[3]

Die Akademie kooperiert in ihrer Bildungsarbeit mit Menschen, Gruppen und Netzwerken, die sich gegen Homo-, Trans*- und Interfeindlichkeit, Rassismus und Migrationsfeindlichkeit engagieren. Initiierung und Förderung von Selbsthilfe und Vernetzung zivilgesellschaftlicher Strukturen spielen dabei eine zentrale Rolle.
„Die Akademie Waldschlösschen steht für Akzeptanz von sexueller und  geschlechtlicher Vielfalt und fördert in ihrer Bildungs- und Vernetzungsarbeit deren Sichtbarkeit und gesellschaftliche Teilhabe. Ihre Bildungsarbeit mit intersektionalem Ansatz dient der Stärkung von Selbstbewusstsein, geschlechtlicher Selbstbestimmung und Identitäten und bietet einen offenen Raum der Reflexion ihrer historischen und gesellschaftlichen Bedingtheit, der Kritik an der herrschenden Heteronormativität und Ungleichheit in unserer Gesellschaft. Mit dem Modellprojekt «Akzeptanz für Vielfalt – gegen Homo-, Trans*- und Inter*feindlichkeit» im Bundesprogramm «Demokratie leben!» des Bundesministeriums für Familie, Senioren, Frauen und Jugend (BMFSFJ) strebt seit 2015 die Akademie ein gesamtgesellschaftliches Bündnis für Akzeptanz für Vielfalt an.“
Die Bildungsstätte ist seit 1999 eine vom Land Niedersachsen nach dem Niedersächsischen Erwachsenenbildungsgesetz als finanzhilfeberechtigt anerkannte Heimvolkshochschule, anerkannter Träger politischer Bildung bei der Bundeszentrale für politische Bildung (BpB), anerkannter Bildungspartner des Bundesministeriums für Bildung und Forschung (BMBF), seit 2020 Mitglied im Kompetenznetzwerk zum Abbau von Homosexuellen- und Transfeindlichkeit im Bundesprogramm „Demokratie leben!“ des BMFSFJ (gemeinsam mit dem Lesben- und Schwulenverband in Deutschland (LSVD) und dem Bundesverband Trans*) und als Mitglied des Arbeitskreises deutscher Bildungsstätten (AdB) Träger politischer Jugendbildung mit einem Jugendbildungsreferenten.
Neben den eigenen Seminaren finden zahlreiche Gasttagungen statt, vornehmlich in Kooperation mit Hochschulen, Behörden und sozialen Einrichtungen. Jährlich besuchen rund 6.000 Teilnehmer mit 15.000 Übernachtungen in 300 Seminaren die Akademie.

## Stiftungsgremien

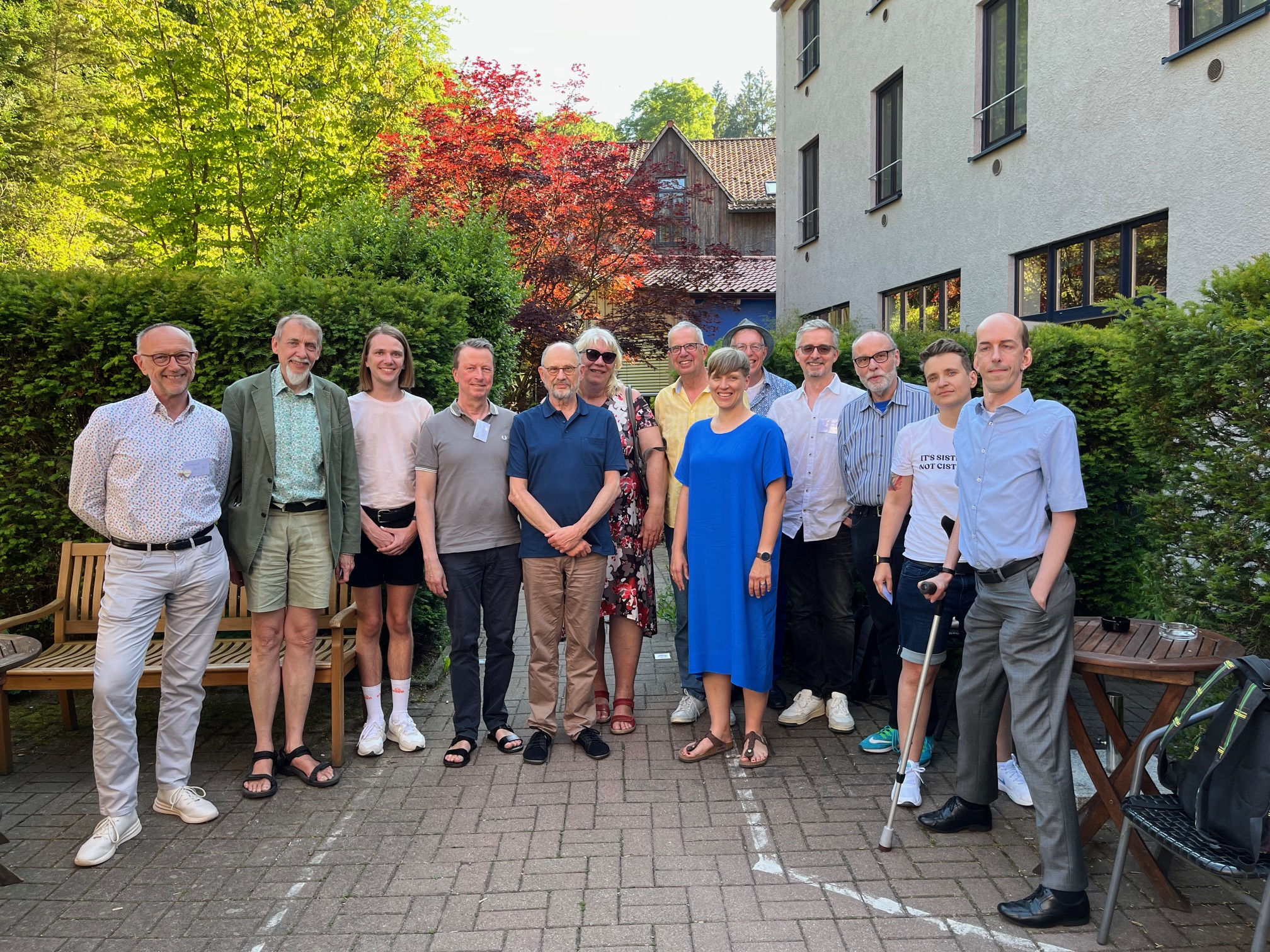
Stiftungsrat 2023

Vorstandsmitglieder der Stiftung Akademie Waldschlösschen sind Kevin Rosenberger (Vorsitzender) und Ulrike Benstem.
Den Stiftungsrat der Akademie bilden Rainer Marbach (Vorsitzender), Silke Eggers (stellvertretende Vorsitzende), Stephan Baglikow, Hans Hengelein, Winfried Holz, Mareike Klauenflügel-Thwaithes, Klaus Müller, Martin Podszus, Stefan Reiß, Jenny Luca Renner, Silvia Rentzsch, Carsten Schatz, Joachim Schulte, Klaus Stehling, Volker Weiß und Thomas Wilde.

## Veröffentlichungen
Die Akademie bringt seit 1999 Publikationen in zwei Reihen heraus: Im Männerschwarm Verlag erscheinen Buchveröffentlichungen in der Edition Waldschlösschen (2021: 19 Bände). Im Waldschlösschen-Verlag gibt die Akademie in der Edition Waldschlösschen – Materialien Bücher und Broschüren heraus, die vornehmlich Dokumentationen und Materialien zu Veranstaltungen der Bildungsstätte bieten (2020: 20 Bände).
Auswahl von Büchern der Edition Waldschlösschen:
- Jean Jacques Soukup (Hrsg.): Die DDR. Der Aufbruch. Die Schwulen. Versuch einer Bestandaufnahme. Verein für Soziale und Pädag. Arbeit, 1990, ISBN 3-9802426-0-9.
- Michael Bochow, Rainer Marbach (Hrsg.): Islam und Homosexualität. Koran / Islamische Länder / Situation in Deutschland. MännerschwarmSkript-Verlag, 2003, ISBN 3-935596-24-3.
- Lüder Tietz (Hrsg.): Homosexualität verstehen. Kritische Konzepte für die psychologische und pädagogische Praxis. MännerschwarmSkript-Verlag, 2004, ISBN 3-935596-59-6.
- Michael Bochow: Ich bin doch schwul und will das immer bleiben. Schwule Männer im dritten Lebensalter. MännerschwarmSkript-Verlag, 2005, ISBN 3-935596-79-0.
- Volker Weiß: … mit ärztlicher Hilfe zum richtigen Geschlecht? Zur Kritik der medizinischen Konstruktion der Transsexualität. MännerschwarmSkript-Verlag, 2009, ISBN 978-3-939542-37-7.
- Andreas Pretzel, Volker Weiß (Hrsg.): Ohnmacht und Aufbegehren. Homosexuelle Männer in der frühen Bundesrepublik. Geschichte der Homosexuellen in Deutschland nach 1945, Band 1. Männerschwarm Verlag, 2010, ISBN 978-3-939542-81-0.
- Michael Bochow, Andreas Pretzel (Hrsg.): Ich wollte es so normal wie andere auch. Walter Guttmann erzählt sein Leben. Männerschwarm Verlag, 2011, ISBN 978-3-86300-102-5.
- Andreas Pretzel, Volker Weiß (Hrsg.): Rosa Radikale. Die Schwulenbewegung der 1970er Jahre. Geschichte der Homosexuellen in Deutschland nach 1945, Band 2. Männerschwarm Verlag, 2012, ISBN 978-3-86300-123-0.
- Volker Weiß, Bodo Niendel (Hrsg.): Queer zur Norm. Leben jenseits einer schwulen oder lesbischen Identität. Männerschwarm Verlag, 2012, ISBN 978-3-86300-116-2.
- Andreas Pretzel, Volker Weiß (Hrsg.): Zwischen Autonomie und Integration. Schwule Politik und Schwulenbewegung in den 1980er und 1990er Jahren. Geschichte der Homosexuellen in Deutschland nach 1945, Band 3. Männerschwarm Verlag, 2013, ISBN 978-3-86300-151-3.
- Rainer Marbach, Volker Weiß (Hrsg.): Konformitäten und Konfrontationen. Homosexuelle in der DDR. Geschichte der Homosexuellen in Deutschland nach 1945, Band 4. Männerschwarm Verlag, 2017, ISBN 978-3-86300-182-7.
- Andreas Pretzel, Volker Weiß (Hrsg.): Politiken in Bewegung. Die Emanzipation Homosexueller im 20. Jahrhundert. Geschichte der Homosexuellen in Deutschland nach 1945, Band 5. Männerschwarm Verlag, 2017, ISBN 978-3-86300-203-9.
- Carolin Küppers, Rainer Marbach (Hrsg.): Communities, Camp und Camouflage. Bewegung in Kunst und Kultur. Geschichte der Homosexuellen in Deutschland nach 1945, Band 6. Männerschwarm Verlag, 2017, ISBN 978-3-86300-236-7.
- Carolin Küppers, Martin Schneider (Hrsg.): Orte der Begegnung, Orte des Widerstands. Zur Geschichte homosexueller, trans*geschlechtlicher und queerer Räume. Geschichte der Homosexuellen in Deutschland nach 1945, Band 7. Männerschwarm Verlag, 2018, ISBN 978-3-86300-256-5.
- Ines Pohlkamp, Kevin Rosenberger. Akzeptanz für Vielfalt von klein auf! Sexuelle und geschlechtliche Vielfalt in Kinderbüchern. Ein Rezensionsband für pädagogische Fachkräfte in Kindertagesstätten. Materialien, Heft 18. Waldschlösschen Verlag, 2018.
- Carolin Vierneisel (Hrsg.). Queeres Lehren und Lernen an lehramtsbildenden Hochschulen. Verortungen und Impulse im Rahmen der Arbeit der Forschungs- und Netzwerkstelle Vielfalt Lehren! Materialien, Heft 19. Waldschlösschen Verlag, 2019.
- Karsten Nietzschmann u. a. Vielfalts*bezogene Perspektiven und Erfahrungen von Dozierenden im Lehramtsstudium in Sachsen und Oldenburg. Bericht zu den Ergebnissen der Forschungs- und Netzwerkstelle Vielfalt Lehren! Materialien, Heft 20. Waldschlösschen Verlag, 2019.
- Carolin Küppers, Martin Schneider (Hrsg.): Zwischen Annäherung und Abgrenzung. Religion und LSBTIQ* in gesellschaftlicher Debatte und persönlichem Erleben. Geschichte der Homosexuellen in Deutschland nach 1945, Bd. 8. Männerschwarm Verlag, 2021, ISBN 978-3-86300-288-6.
- Stephan Baglikow, Kim Alexandra Trau (Hrsg.): Wurzeln – Bande – Flügel. Familie als Ort der Sozialisation, Kontrolle und Emanzipation. Geschichte der Homosexuellen in Deutschland nach 1945, Bd. 9. Männerschwarm Verlag, 2021, ISBN 978-3-86300-313-5.